# Cueta schamona
Cueta schamona is een insect uit de familie van de mierenleeuwen (Myrmeleontidae), die tot de orde netvleugeligen (Neuroptera) behoort. 
Cueta schamona is voor het eerst wetenschappelijk beschreven door Hölzel in 1970.